# Palazzo Mengarini
Palazzo Mengarini Albertini Carandini è un palazzo ottocentesco che sorge a Roma sul colle del Quirinale.

## Il palazzo di Gaetano Koch

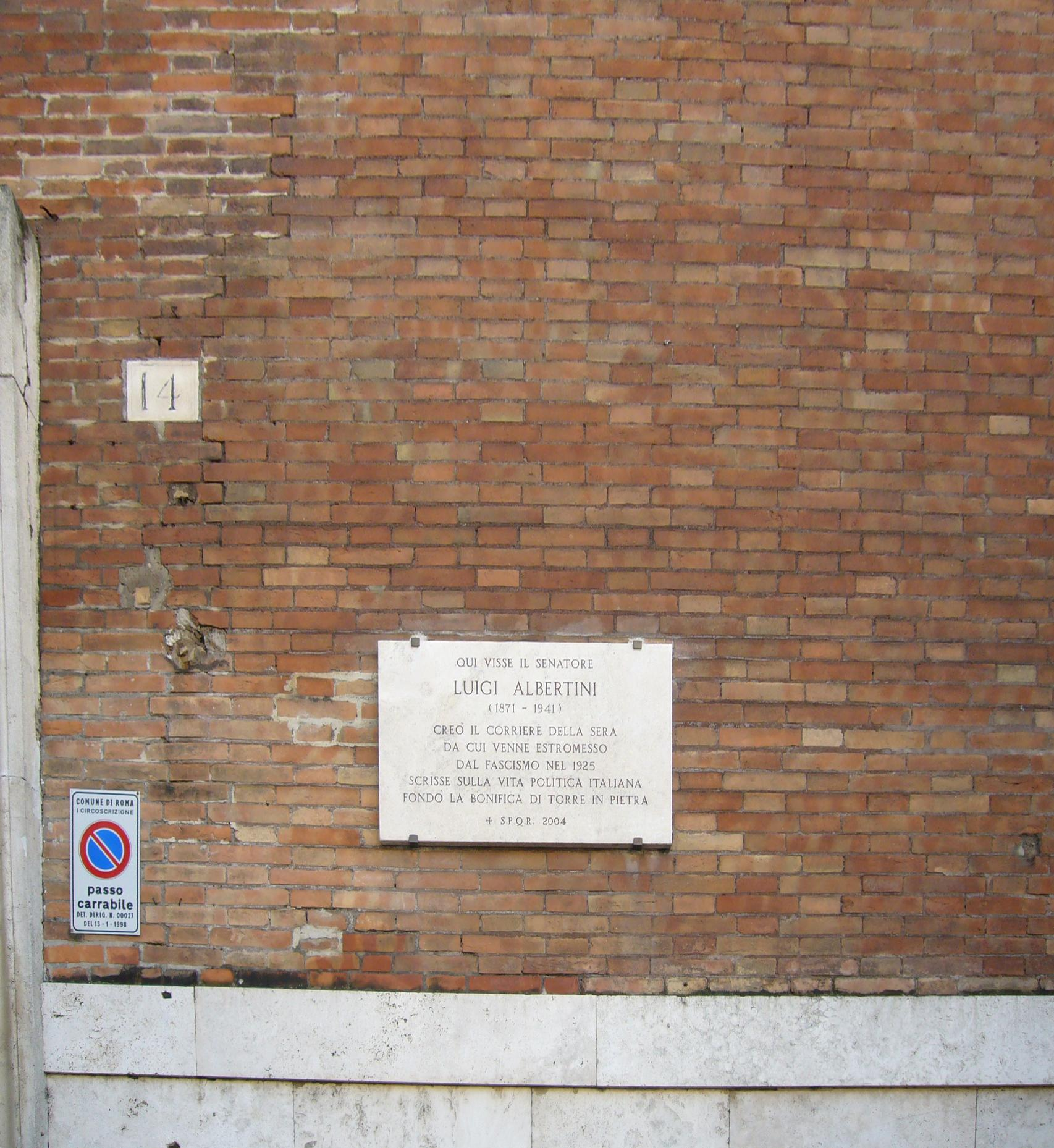
Memoria del senatore Albertini, accanto al portone.

Il palazzo prende il nome del Senatore del Regno Guglielmo Mengarini che lo fece costruire a fine Ottocento dall'architetto Gaetano Koch. La moglie di Mengarini, la chimica tedesca Margarete Traube, vi animò un celebre ed esclusivo cenacolo intellettuale, che ebbe una certa influenza sulla cultura italiana dell'epoca, ospitando personalità come Theodor Mommsen, Emanuel Löwy, Pietro Blaserna, Adolf Furtwängler, oltre che suo fratello Ludwig.
Fu dal 1915 proprietà del Senatore Luigi Albertini, direttore del Corriere della Sera, uno dei principali artefici dell'intervento italiano nella prima guerra mondiale, e dal 1941, alla sua morte, della figlia Elena, sposata al conte Nicolò Carandini.
Chiunque guardi il Quirinale dal Campidoglio, dal Vittoriano, o dal Palatino, noterà il complesso del Palazzo Presidenziale, sormontato dal cosiddetto torrino, più a destra il singolare Janus alla sommità del palazzo dell'INAIL, opera degli anni trenta di Armando Brasini. Parzialmente coperto da questo, tra i due complessi, si trova un palazzo stretto ma piuttosto alto, di stile tardo-ottocentesco. Il palazzo sorge su un lembo dei giardini adiacenti di Palazzo Colonna, di fronte su via XXIV Maggio si trova il Palazzo Pallavicini. L'altezza della terrazza panoramica supera quella del Torrino del Quirinale.

## Le origini del luogo
In antico il luogo dove ora sorge l'edificio era l'altura del Quirinale nota come Collis Sanqualis, o anche Mucialis, dove dalla prima età del Ferro doveva sorgere un insediamento Sabino ed essere presente il culto di Semo Sancus Deus Fidius, divinità Umbro-Sabina di antichissima origine, protettrice dei patti, dei giuramenti e della fedeltà coniugale.

## Famiglia Carandini

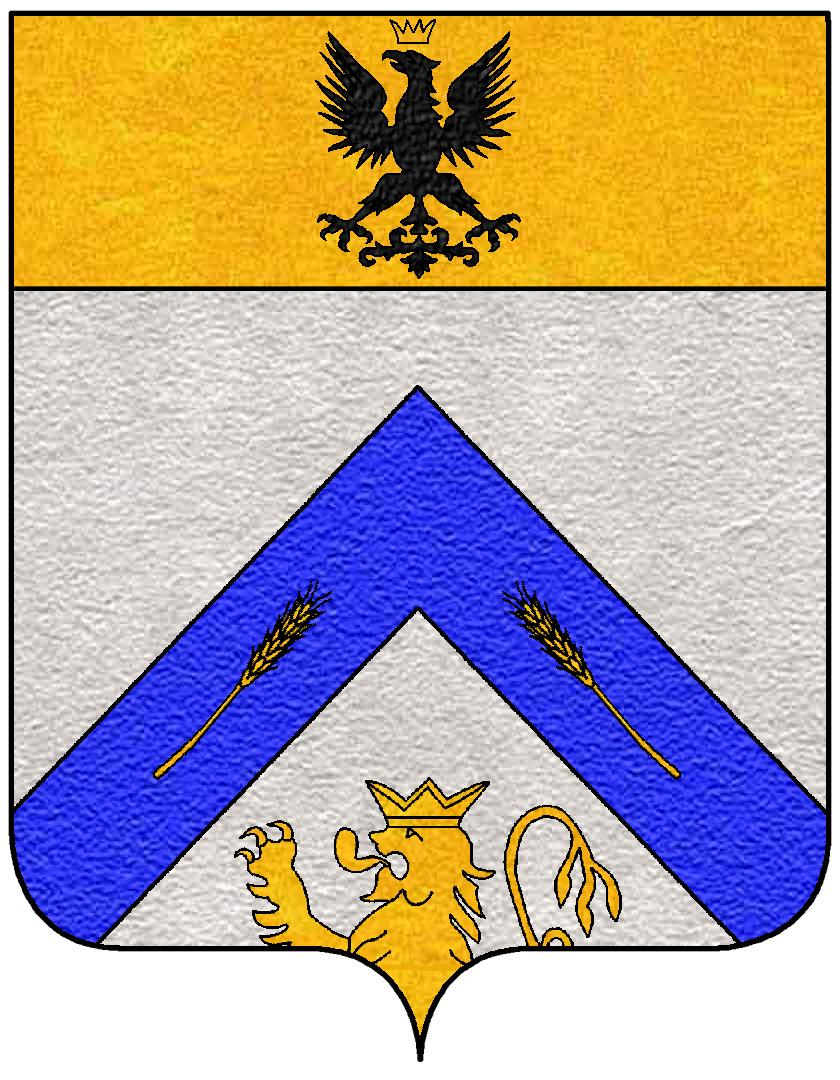
Stemma della famiglia Carandini.

I Carandini sono patrizi modenesi e nobili di Bologna, fin dal XV secolo, oltreché Conti Palatini; nobiltà del Ducato Estense spesso militare e molto legata ad uno Stato principesco italiano secondo solo a quello Sabaudo per antichità. Tra gli avi del Professore Carandini c'è anche il cardinale Ercole Consalvi, Segretario di Stato di Pio VII, colui che incaricò Antonio Canova di riportare in Italia le opere d'arte predate da Napoleone.

## Residenza romana degli Agnelli
Il luogo prestigioso in cui sorge e l'impareggiabile vista su tutta l'Urbe hanno fatto sì che negli anni cinquanta parte dell'edificio divenisse la residenza romana della famiglia Agnelli. Solo uno degli appartamenti di Palazzo Mengarini non era in affitto, quello di Gianni Agnelli, al penultimo piano: la sorella di Gianni, Susanna detta "Suni", affittava invece l'ultimo piano.
Altri condomini del prestigioso palazzo sono il defunto produttore cinematografico Roberto Haggiag, insieme alla moglie Mirella Petteni Haggiag e i figli, ed un membro della famiglia Carandini, tuttora proprietaria del palazzo.